# 전북특별자치도청도서관
전북특별자치도청도서관은 전북특별자치도 전주시 완산구 효자로 225에 있는 도서관이다.

## 연혁
- 2007년 11월 전라북도대표도서관 설립·운영 등에 관한 조례 제정
- 2009년 2월 24일 전북도청도서관 개관
- 2010년 11월 22일 전라북도대표도서관 지정
- 2013년 3월 28일 통합도서서비스 운영 개시

## 시설현황
- 2층: 일반자료실, 어린이·다문화실, 공동보존서고, 세미나실

## 이용시간
- 월~금요일: 09:00~18:00
- 휴관일: 국경일, 법정공휴일, 토. 일요일